# Leberecht Hoffmann

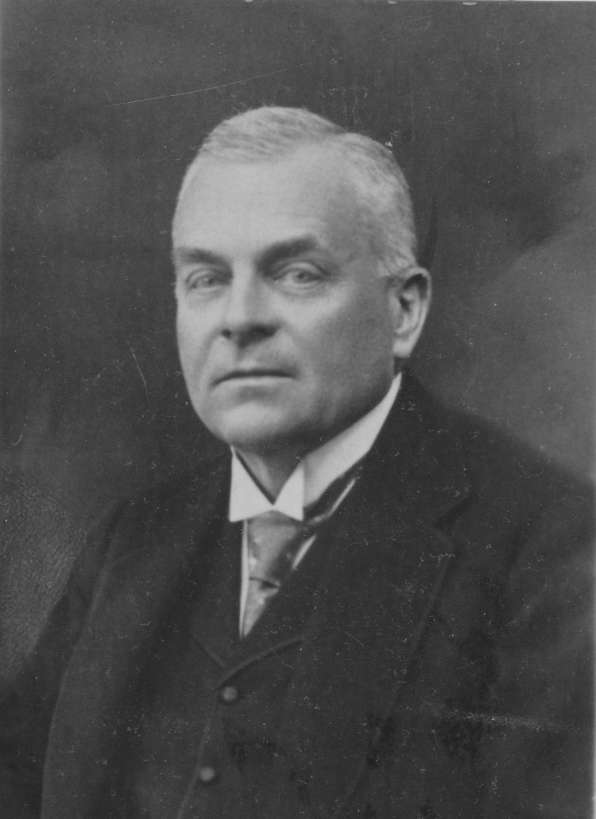
Leberecht Hoffmann um 1914

Leberecht Carl Heinrich Hoffmann (* 2. Juli 1863 in Salzuflen; † 19. Oktober 1928 in Bad Salzuflen) war ein deutscher Unternehmer und lippischer Politiker. Von 1894 bis zu seinem Tod leitete er die Hoffmann’s Stärkefabriken, das seinerzeit größte Industrieunternehmen Bad Salzuflens.

## Elternhaus
Leberecht Hoffmann wurde am 2. Juli 1863 als ältester Sohn von Eduard Hoffmann (1832–1894) und dessen erster Ehefrau Johanne Böhmer (1839–1868) in Salzuflen geboren. Ein besonders herzliches Verhältnis hatte er zu seiner älteren Schwester Friederike Edeling (1861–1937), genannt Frieda. Seine zwei jüngeren leiblichen Geschwister Emilie und Heinrich starben bereits im Kindesalter. Aus der zweiten Ehe seines Vaters mit Wilhelmine Lossnitzer (1846–1912) gingen die Stiefbrüder Ernst (1871–1920), Wilhelm (1874–1951) und Paul (1875–1931) hervor.

## Schule und Ausbildung
Von Ostern 1869 bis Ostern 1875 besuchte Leberecht Hoffmann die Salzufler Rektorschule und im Anschluss daran das Lemgoer Gymnasium. 1878 wechselte er zum Gymnasium Dresden-Neustadt und 1880 zum Gymnasium Leopoldinum in Detmold. Dort machte er 1882 sein Abitur. Während des folgenden Militärdienstes als Einjährig-Freiwilliger beim Infanterie-Regiment Nr. 116 „Kaiser Wilhelm“ in Gießen besuchte er in der dienstfreien Zeit Vorlesungen in Chemie und Geschichte an der Justus-Liebig-Universität Gießen. Ein Studium nahm er jedoch nicht auf, sondern begann 1883 eine kaufmännische Ausbildung in Köln, die ihn später auch nach Frankreich und Großbritannien führte.

## Familie

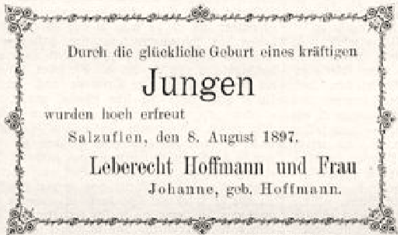
Geburtsanzeige für Leberecht jun. (1897)

Leberecht Hoffmann heiratete am 14. März 1891 seine Cousine Johanne Hoffmann (1870–1931). Sie führten eine harmonische Ehe, aus der sechs Kinder hervorgingen. Die meisten von ihnen starben jedoch bereits im Kindesalter und auch Leberecht Hoffmann jun. (1897–1915), der bei Hoffmann's Stärkefabriken in die Fußstapfen seines Vaters treten sollte, kam bereits im Alter von 18 Jahren ums Leben: Er diente 1915 im Ersten Weltkrieg in einem preußischen Husarenregiment in Litauen und fiel während eines Patrouillenritts. Einzig Victoria Hoffmann (1904–1998) überlebte ihre Eltern.

## Hoffmann’s Stärkefabriken
Am 1. Oktober 1884 trat Leberecht Hoffmann in das väterliche Unternehmen ein und war zunächst als Reisender im In- und Ausland beschäftigt. Dies änderte sich 1887, als er zur Unterstützung des gesundheitlich angeschlagenen Vaters Eduard Hoffmann dauerhaft in Salzuflen arbeitete und mit dem 31. Dezember desselben Jahres zum Prokuristen ernannt wurde. Im Juni 1889 nahm er zum ersten Mal an einer Aufsichtsratssitzung teil. Fortan vertrat er seinen Vater regelmäßig in diesen Sitzungen. Leberecht Hoffmann übernahm stetig mehr Aufgaben, bis er am 31. Dezember 1894, rund 14 Tage nach dem Tod Eduard Hoffmanns, durch den Aufsichtsrat der Hoffmann’s Stärkefabriken zum Vorstand der Gesellschaft und somit zum Nachfolger seines Vaters ernannt wurde.
Um 1900 beschäftigte das Unternehmen ca. 1200 Mitarbeiter und war zum leistungsstärksten Wirtschaftsunternehmen in Lippe aufgestiegen.
In der Nachkriegszeit gelang es dem Unternehmen jedoch nur mühsam an die Vorkriegserfolge anzuknüpfen.
Da seine drei Söhne bereits früh verstorben waren, konnte Leberecht Hoffmann keinen von ihnen als seinen Nachfolger einsetzen. Auch seinen Halbbruder Wilhelm Hoffmann hielt er für ungeeignet, weshalb er bereits im September 1926 in einem Brief an die Mitglieder des Aufsichtsrats festhielt, dass im Falle seines Ablebens Otto Künne, ein langjähriger Mitarbeiter und sein Vertrauter, seine Nachfolge antreten sollte. Nach seinem Tod am 19. Oktober 1928 kam der Aufsichtsrat dieser Empfehlung nach und ernannte Otto Künne zum Generaldirektor.

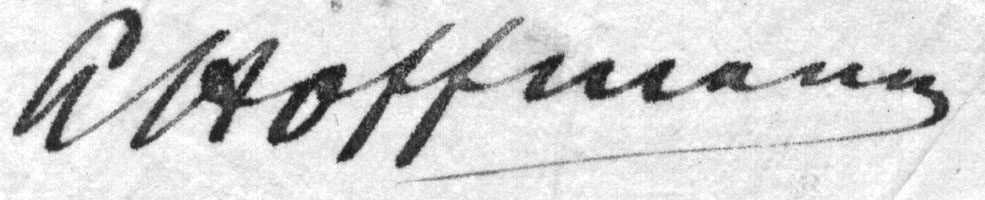
Leberecht Hoffmanns Unterschrift

## Wirtschaftliches und politisches Engagement
Neben seiner Tätigkeit als Leiter der Stärkefabriken engagierte Leberecht Hoffmann sich auch in diversen anderen wirtschaftlichen Gremien. So war er von 1913 bis zu seinem Tod Vorsitzender der Handelskammer des Fürstentums bzw. des Freistaats Lippe. Außerdem war er Mitglied des Außenhandelsausschusses des Deutschen Industrie- und Handelstags und Beirat für die Reichsnachrichtenstelle beim Auswärtigen Amt. Er wirkte im Hauptsteuerausschuss beim Finanzamt Detmold, im Strombeirat des Weserverbands und in verschiedenen anderen Ausschüssen mit.
Im September 1900, zum 50-jährigen Unternehmensjubiläum, wurde ihm als dem Leiter des größten lippischen Industriebetriebes vom lippischen Staatsministerium der Ehrentitel des Kommerzienrats verliehen. Die Verleihung geschah gegen seinen ausdrücklichen Willen. Leberecht Hoffmann hatte sich dafür eingesetzt, dass stattdessen einige der Arbeiter mit einer Verdienstmedaille ausgezeichnet werden sollten. Er machte von dem Titel nie Gebrauch und erreichte 1904, dass er zurückgenommen wurde.
Politisch engagierte er sich vor dem Ersten Weltkrieg in der Nationalliberalen Partei und bekleidete verschiedene Ämter:
| Politisches Gremium                                                                   | Amt                                                                                |
| ------------------------------------------------------------------------------------- | ---------------------------------------------------------------------------------- |
| Stadtverordnetenversammlung                                                           | Mitglied von 1890 bis 1898; 1893 bis 1895 als Vorsitzender                         |
| Landtag Lippe                                                                         | 1897–1919 nationalliberaler Abgeordneter; Februar 1901 bis März 1918 Vizepräsident |
| Landesausschusses der Nationalliberalen Partei für Lippe                              | Vorsitzender                                                                       |
| Nationalliberaler Landesverband für Minden-Ravensberg und die lippischen Fürstentümer | ab 1909 Parteivorstand                                                             |

Nach dem Ersten Weltkrieg trat er der Nachfolgerin der Nationalliberalen Partei, der Deutschen Volkspartei (DVP) bei, übernahm jedoch keine Ämter mehr.
Trotz der vielen politischen Ämter, die er ausübte, war er nie bestrebt, in der Politik Karriere zu machen, die Arbeit im eigenen Unternehmen hatte immer Vorrang. Lediglich während des lippischen Erbfolgestreits (1895–1905) geriet er aufgrund seiner politischen Überzeugung in die Schlagzeilen, als er öffentlich für die Sache der Bückeburger eintrat.

## Privatleben
Zeit seines Lebens widmete Leberecht Hoffmann seine Freizeit besonders gerne der Musik. Er spielte selbst Klavier und lud Sänger, Geiger und andere Künstler zu sich ein, um mit ihnen zusammen zu musizieren. Seine besondere Verehrung galt Richard Wagner, zu dessen 25. Todestag im Jahr 1908 er sogar eine Rede im Salzufler Bildungsverein hielt. Nach 1900 besuchte er nahezu jedes Jahr die Bayreuther Festspiele. Ebenso war Leberecht Hoffmann literaturbegeistert und besaß eine umfangreiche Bibliothek, die bis heute in weiten Teilen erhalten ist. Anstreichungen und Randbemerkungen in den meisten Büchern zeugen von einer genauen Auseinandersetzung mit ihren Inhalten. Auch dem Sport gegenüber war Leberecht Hoffmann nicht abgeneigt. So spielte er Tennis oder machte ausgedehnte Radtouren mit seiner Tochter Victoria. St. Moritz bereiste er gelegentlich, um dort Ski zu laufen. Längere Urlaube verbrachte er mit seiner Frau in Süddeutschland, der Schweiz und Italien. Außerdem besaß er ein großzügiges Anwesen in Berlebeck (Berlebeck Nr. 171, heute Berlebeck Heide 1), das er jedoch in Folge der Inflation verkaufen musste. In Salzuflen engagierte er sich in zahlreichen Vereinen, wie z. B. dem Naturwissenschaftlichen und Historischen Verein für das Land Lippe, dem Verschönerungsverein, dem Lippischen Bund für Heimatschutz und Heimatpflege, dem Salzufler Bürgerverein und dem Salzufler Kriegerverein.